# Menetou-Salon
Menetou-Salon é uma comuna francesa na região administrativa do Centro, no departamento Cher. Estende-se por uma área de 38,1 km². Em 2010 a comuna tinha 1 649 habitantes (densidade: 43,3 hab./km²).